# San Martín Km. 30
San Martín Km. 30, referenciado también simplemente como Km. 30, es un caserío peruano ubicado en el distrito de Chulucanas, perteneciente a la provincia de Morropón del departamento de Piura, al norte del Perú. 

## Ubicación
San Martín Km. 30 se ubica al noroeste de la provincia de Morropón, en el distrito de Chulucanas, en el departamento de Piura.

## Demografía
En 2017 San Martín Km. 30 tenía una población de 333 habitantes.
| Gráfica de evolución demográfica de San Martín Km. 30 entre 1993 y 2017 |
|                                                                         |
| Fuentes: Población 1993 y 2017                                          |